# 劉奇
劉 奇（りゅう き、1957年9月 - ）は、中華人民共和国の官僚、政治家。中国共産党第19期中央委員会委員。元温州市人民政府市長、寧波市人民政府市長、中国共産党寧波市委員会書記、江西省人民政府省長、中国共産党江西省委員会書記、全国人民代表大会常務委員会秘書長。

## 経歴
1957年9月、山東省沂水県で生まれる。文化大革命末期の1974年3月より浙江省武義県の桃渓灘郷人民公社で知識青年として労働に従事。1976年10月に中国共産党入党。1977年、浙江大学化工系高分子化工学科に入学した。1980年卒業。卒業に、浙江省衢州化学工業公司電化場に調度員として採用され、その後、車間副主任、副工場長、工場長を歴任した。1992年1月、浙江化工場副工場長兼浙江善高化学有限公司総経理に就任。1996年1月、浙江省石油化学工業庁副庁長に就任。翌年4月、浙江省計画と経済委員会副主任に転任。1997年9月から浙江省巨化集団公司に入り、総経理、副董事長兼党委書記を経て1998年9月に董事長就任。
2003年2月、温州市党委員会副書記兼市長に転出。2006年3月、浙江省発展と改革委員会主任兼党組書記に任命。2008年1月、浙江省人民代表大会常務委員会副主任に就任。4月には同省総工会主席を兼務する。2011年1月、寧波市党委員会副書記兼市長に転出。2013年4月、浙江省党委員会常務委員兼寧波市党委員会書記に昇格。
2016年2月、党務に転じて江西省に赴任し、江西省党委員会副書記兼省委党校校長に就任した。9月には同省人民政府省長を兼務する。2018年3月、江西省党委員会書記に昇格。10月には同省人民代表大会常務委員会主任を兼務する。
2021年10月23日、全国人民代表大会常務委員会は劉奇を第13回全国人民代表大会環境・資源保護委員会副主任委員（次官）に任命した。2023年3月10日には劉奇が常務委員会によって、第14期全国人民代表大会常務委員会秘書長に選出される。